# Донати, Данило
Дани́ло Дона́ти (итал. Danilo Donati; 6 апреля 1926, Луццара, Эмилия-Романья — 2 декабря 2001 или 1 декабря 2001, Рим) — итальянский художник по костюмам, художник-постановщик, писатель, дважды лауреат премий «Оскар» и BAFTA, а также многочисленных премий «Давид ди Донателло» за лучший костюм и «Серебряная лента».

## Биография
Данило Донати родился 6 апреля 1926 году в городе Луццара, в итальянской провинции Реджо-нель-Эмилия. С детства проявлял большой интерес к искусству, особенно к литературе. Поступил учиться в школу искусств Scuola d’Arte di Porta Romana во Флоренции. Во время войны, благодаря семье, ему удалось избежать службы в армии. Сразу же после войны он стал учеником художника Оттона Розаи во флорентийской Accademia di belle arti, но был призван в армию.
В 1953 году он потерял любимую мать, в результате чего у него наступил период депрессии, длившийся около двух лет, в конце которого он начал сотрудничать с Лукино Висконти и работать в театре. В 1959 году режиссёр Марио Моничелли поручил ему разработку костюмов для фильма «Большая война». В 1961 году Донати сотрудничал с Роберто Росселлини, в фильме которого «Ванина Ванини» был художником по костюмам. С тех пор его карьера стала быстро развиваться: в 1962 году начался период его сотрудничества с Пьером Паоло Пазолини.
Одновременно Донати сотрудничал с Мауро Болоньини, Альберто Латтуада и особенно со своим другом Франко Дзеффирелли. В 1967 году Донати создал костюмы для фильма Дзеффирелли «Укрощение строптивой», за которые был удостоен премии «Серебряная лента». За красивые костюмы эпохи Возрождения, созданные для фильма Дзеффирелли «Ромео и Джульетта» (1968), Донати в 1969 году был удостоен своей первой награды «Оскар», а также премий BAFTA и «Серебряная лента». В 1969 году Донати начинает сотрудничать с Федерико Феллини. В 1977 году Донати был удостоен своей второй награды «Оскар» благодаря фильму «Казанова Федерико Феллини», для которого воссоздал причудливые и богатые костюмы XVIII века. В 1986 году Донати был удостоен премий «Давид ди Донателло» за лучший костюм и «Серебряная лента» за костюмы для фильма «Джинджер и Фред» Феллини.
Также Донати работал арт-директором в нескольких фильмах, в том числе «Кто работает, тот пропащий» (1963) Тинто Брасса, «За полученную милость» (1971) Нино Манфреди, «Франциск» (1989) Лилианы Кавани, «Марианна Укрия» (1997) Роберто Фаэнца, создал костюмы для американского фильма «Флэш Гордон» (1980), работал на телевидении, создавая костюмы для мини-сериалов и телефильмов «Франциск Ассизский» (1966) Л. Кавани, «Клоуны» (1970) Ф. Феллини, «Ностромо» (1997), «Нана» (1999), и др.
В 1994 году Донати начал сотрудничать с Роберто Бениньи, а фильм «Пиноккио» (2002) этого режиссёра стал последним, для которого Донати создал костюмы, а также выступил в качестве художника-постановщика, в результате чего в 2003 году он был удостоен (посмертно) призов «Давид ди Донателло» за лучшую художественную постановку и за лучшие костюмы.
Донати пробовал себя и в писательской деятельности, опубликовав роман (частично автобиографичный) «Комендантский час», в котором он описал атмосферу времён 1940-х годов во Флоренции и дни, предшествовавшие освобождению города западными союзниками.
Данило Донати скончался в Риме 2 декабря 2001 года в возрасте 75 лет.

## Творчество

### Фильмография

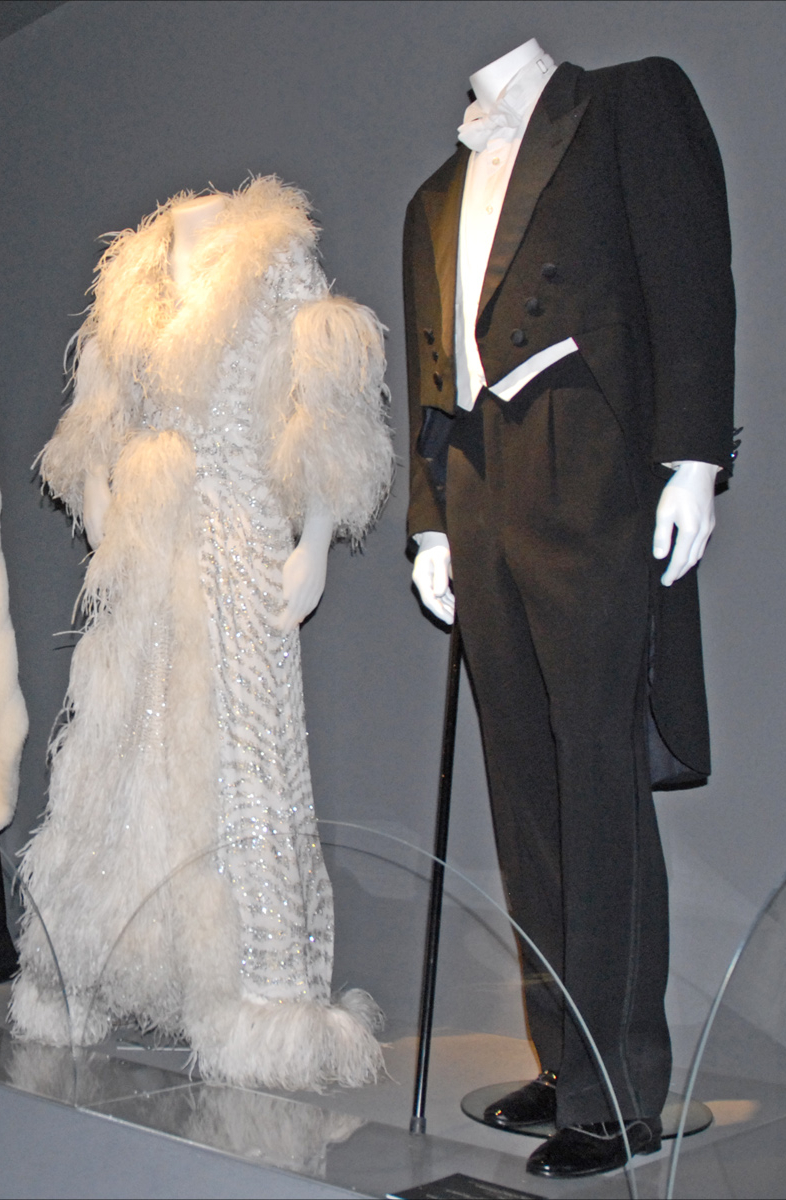
Костюмы для ролей Д. Мазины и М. Мастрояни в фильме «Джинджер и Фред» (1985)

1. 1959 — Большая война / La grande guerra, реж. М. Моничелли — художник по костюмам
2. 1960 — Адуя и её подруги / Adua e le compagne — художник по костюмам
3. 1960 — Танк 8 сентября / Il carro armato dell’8 settembre — декоратор, художник по костюмам
4. 1961 — Ванина Ванини / Vanina Vanini, реж. Р. Росселлини — художник по костюмам
5. 1962 — Степь / La steppa, реж. А. Латтуада — художник по костюмам
6. 1962 — РоГоПаГ / Ro.Go.Pa.G. , реж. П. П. Пазолини — художник по костюмам
7. 1962 — Золотое дно / La cuccagna — художник по костюмам
8. 1963 — Красавица из Лоди / La bella di Lodi — декоратор, художник по костюмам
9. 1963 — Кто работает, тот пропащий / Chi lavora è perduto, реж. Т. Брасс — художник по костюмам
10. 1963 — / Scanzonatissimo — художник по костюмам
11. 1963 — Командир / Il comandante — художник по костюмам
12. 1964 — Евангелие от Матфея / Il vangelo secondo Matteo, реж. П. П. Пазолини — художник по костюмам
13. 1965 — Мандрагора / La mandragola, реж. А. Латтуада — художник по костюмам
14. 1966 — Птицы большие и малые / Uccellacci e uccellini, реж. П. П. Пазолини — художник по костюмам
15. 1966 — Франциск Ассизский / Francesco d’Assisi (ТВ), реж. Л. Кавани — декоратор
16. 1966 — Эль Греко / El Greco — художник по костюмам
17. 1966 — Шевалье де Мопен / Madamigella di Maupin, реж. М. Болоньини — художник по костюмам
18. 1967 — Укрощение строптивой / The Taming of the Shrew, реж. Ф. Дзеффирелли — художник по костюмам
19. 1967 — Царь Эдип / Edipo re, реж. П. П. Пазолини — художник по костюмам
20. 1967 — Пояс целомудрия / La cintura di castità — художник по костюмам
21. 1968 — Ромео и Джульетта / Romeo and Juliet, реж. Ф. Дзеффирелли — художник по костюмам
22. 1968 — Любовница в Граминьи / L’amante di Gramigna — художник по костюмам
23. 1969 — Монахиня в Монце / La monaca di Monza — художник по костюмам
24. 1969 — Свинарник / Porcile, реж. П. П. Пазолини — художник по костюмам
25. 1969 — Сатирикон Феллини / Fellini — Satyricon, реж. Ф. Феллини — декоратор, художник по костюмам
26. 1970 — Клоуны / I clowns (ТВ), реж. Ф. Феллини — художник по костюмам
27. 1970 — Декамерон / Il Decameron, реж. П. П. Пазолини — художник по костюмам
28. 1971 — За полученную милость / Per grazia ricevuta, реж. Н. Манфреди — декоратор, художник по костюмам
29. 1972 — Рим / Roma, реж. Ф. Феллини — художник-постановщик, художник по костюмам
30. 1972 — Брат Солнце, сестра Луна / Fratello sole, sorella luna, реж. Ф. Дзеффирелли — художник по костюмам
31. 1972 — Кентерберийские рассказы / I racconti di Canterbury, реж. П. П. Пазолини — художник по костюмам
32. 1973 — День гнева / Fury — художник по костюмам
33. 1973 — Амаркорд / Amarcord, реж. Ф. Феллини — художник-постановщик, художник по костюмам
34. 1974 — Цветок тысяча одной ночи / Il fiore delle mille e una notte, реж. П. П. Пазолини — художник по костюмам
35. 1975 — Сало, или 120 дней Содома / Salò o le 120 giornate di Sodoma, реж. П. П. Пазолини — художник по костюмам
36. 1976 — Казанова Федерико Феллини / Il Casanova di Federico Fellini, реж. Ф. Феллини — художник по костюмам
37. 1977 — Мессалина, Мессалина! / Messalina, Messalina! — декоратор
38. 1977 — Большое варево / Gran bollito, реж. М. Болоньини — художник-постановщик, декоратор, художник по костюмам
39. 1979 — Ураган / Hurricane, реж. Ян Троэлль — художник-постановщик, декоратор, художник по костюмам
40. 1979 — Калигула / Caligola, реж. Т. Брасс — художник по костюмам
41. 1980 — Флэш Гордон / Flash Gordon, реж. М. Ходжес — художник-постановщик, декоратор, художник по костюмам
42. 1985 — Джинджер и Фред / Ginger e Fred, реж. Ф. Феллини — художник по костюмам
43. 1985 — Рыжая Соня / Red Sonja — художник-постановщик, художник по костюмам
44. 1986 — Момо / Momo — художник-постановщик, художник по костюмам
45. 1987 — Интервью / Intervista, реж. Ф. Феллини — художник-постановщик, художник по костюмам
46. 1989 — Франциск / Francesco, реж. Л. Кавани — художник-постановщик, декоратор, художник по костюмам
47. 1990 — Невеста насилия (Крёстная мать 2) / Vendetta: Secrets of a Mafia Bride (ТВ), реж. С. Марголин — художник-постановщик
48. 1992—2006 — Тихий Дон (ТВ, сериал), реж. С. Бондарчук — художник-постановщик[4]
49. 1994 — Монстр / Il mostro, реж. Р. Бениньи — художник по костюмам
50. 1994 — / C'è Kim Novak al telefono — художник-постановщик
51. 1996 — / I magi randagi — художник-постановщик, художник по костюмам
52. 1997 — Ностромо / Nostromo (ТВ, мини-сериал) — художник по костюмам
53. 1997 — Марианна Укрия / Marianna Ucrìa, реж. Р. Фаэнца — художник-постановщик
54. 1997 — Жизнь прекрасна / La Vita è bella, реж. Р. Бениньи — художник-постановщик, художник по костюмам
55. 1999 — Нана / Nanà (ТВ)
56. 2000 — / Jérusalem (ТВ) — художник-постановщик, художник по костюмам
57. 2002 — Пиноккио / Pinocchio, реж. Р. Бениньи — художник-постановщик, художник по костюмам

### Театр
Ассистент художника по костюмам
1. 1954 — «Весталка» Гаспаре Спонтини, постановка Лукино Висконти, театр «Ла Скала» (Милан), в главной партии Мария Каллас.
2. 1955 — «Травиата» Джузеппе Верди, постановка Лукино Висконти, театр «Ла Скала» (Милан), в главной партии Мария Каллас.

## Награды и номинации
Награды
Премия «Оскар» за лучший дизайн костюмов
- 1969 — Ромео и Джульетта
- 1977 — Казанова Федерико Феллини

Премия BAFTA за лучший дизайн костюмов
- 1969 — Ромео и Джульетта
- 1978 — Казанова Федерико Феллини

Премия «Давид ди Донателло» за лучший костюм
Лучший художник по костюмам:
- 1986 — Джинджер и Фред
- 1997 — Марианна Укрия
- 1998 — Жизнь прекрасна
- 2003 — Пиноккио

Лучший художник-постановщик:
- 1989 — Франциск
- 1997 — Марианна Укрия
- 1998 — Жизнь прекрасна
- 2003 — Пиноккио

Премия «Серебряная лента»
Лучший художник по костюмам:
- 1965 — Евангелие от Матфея
- 1968 — Укрощение строптивой
- 1969 — Ромео и Джульетта
- 1970 — Сатирикон Феллини
- 1971 — Клоуны
- 1977 — Казанова Федерико Феллини
- 1986 — Джинджер и Фред
- 1998 — Марианна Укрия

Лучший художник-постановщик:
- 1970 — Сатирикон Феллини
- 1973 — Рим
- 1977 — Казанова Федерико Феллини
- 1989 — Франциск
- 1998 — Марианна Укрия

Номинации
Премия «Оскар» за лучший дизайн костюмов
- 1967 — Евангелие от Матфея
- 1967 — Мандрагора
- 1968 — Укрощение строптивой

Премия BAFTA за лучший дизайн костюмов
- 1974 — Рим
- 1974 — Брат Солнце, сестра Луна

Премия «Сатурн» за лучшие костюмы
- 1981 — Флэш Гордон